# San Pedro Huitzizilapan
San Pedro Huitzizilapan är ett samhälle i kommunen Lerma i delstaten Mexiko i Mexiko. Orten hade 3 033 invånare vid folkräkningen år 2020.